# Réseau hydrographique des Deux-Sèvres
Le réseau hydrographique des Deux-Sèvres est l'ensemble des éléments naturels (fleuves, rivières ou ruisseaux) ou artificiels (canaux), drainant le territoire du département de la Deux-Sèvres (région Nouvelle-Aquitaine, France). Il regroupe ainsi des cours d'eau ou canaux situés entièrement ou partiellement dans les Deux-Sèvres.
Le réseau hydrographique départemental présente une longueur de près de 6 000 km d'écoulements dont 2 507 km étaient formellement identifiés comme cours d'eau au 8 février 2016.

## Caractéristiques

### Cours d'eau

#### Notion de cours d'eau
Jusqu'en 2016, aucun texte législatif ne définissait la notion de cours d’eau. Ce n'est qu'avec la loi du 8 août 2016 pour la reconquête de la biodiversité, de la nature et des paysages que cette lacune est comblée. L'article 118 de cette loi insère un nouvel article L. 215-7-1 dans le code de l'environnement précisant que « constitue un cours d'eau un écoulement d'eaux courantes dans un lit naturel à l'origine, alimenté par une source et présentant un débit suffisant la majeure partie de l'année. L'écoulement peut ne pas être permanent compte tenu des conditions hydrologiques et géologiques locales. ». Ainsi les trois critères cumulatifs caractérisant un cours d'eau sont :
- la présence et la permanence d’un lit naturel à l’origine, ce qui distingue les cours d’eau (artificialisés ou non) des fossés et canaux creusés par la main de l’homme ;
- l’alimentation par une source ;
- la permanence d’un débit suffisant une majeure partie de l’année, critère qui doit être évalué en fonction des conditions climatiques et hydrologiques locales.

#### Bassins versants et cours d'eau des Deux-Sèvres
Les bassins hydrographiques sont découpés dans le référentiel national BD Carthage en éléments de plus en plus fins, emboîtés selon quatre niveaux : régions hydrographiques, secteurs, sous-secteurs et zones hydrographiques. Le département est découpé en quatre régions hydrographiques : « la Loire de la Vienne à la Maine », « la Loire de la Maine à la mer » et les « bassins côtiers du sud de Loire », au sein du bassin Loire-Bretagne, et la « Charente » au sein du bassin Adour-Garonne.
Les secteurs et sous-secteurs peuvent être regroupés en dix bassins versants, s'insérant dans les trois grands bassins versants suivants :
- le bassin de la Loire, d'une très grand superficie (117 000 km2) et qui s'étend sur plus de 20 % du territoire national, avec, dans le département des Deux-Sèvres, les sous-bassins du Thouet, de la Dive du Nord, de l'Argenton et de la Sèvre Nantaise ;
- le bassin de la Sèvre Niortaise et le Marais poitevin, d'une superficie totale de 3 350 km2 et dont l'exutoire est la baie de l'Aiguillon, occupent la partie sud du département. Les sous-bassins de l'Autize et de la Vendée lui sont rattachés.
- le bassin de la Charente est le plus petit bassin versant d’Adour-Garonne (10 549 km2). Il occupe une petite partie extrême-sud du territoire départemental où il est drainé par l'Aume, la Charente, la Dive du Sud et la Boutonne[3] ;

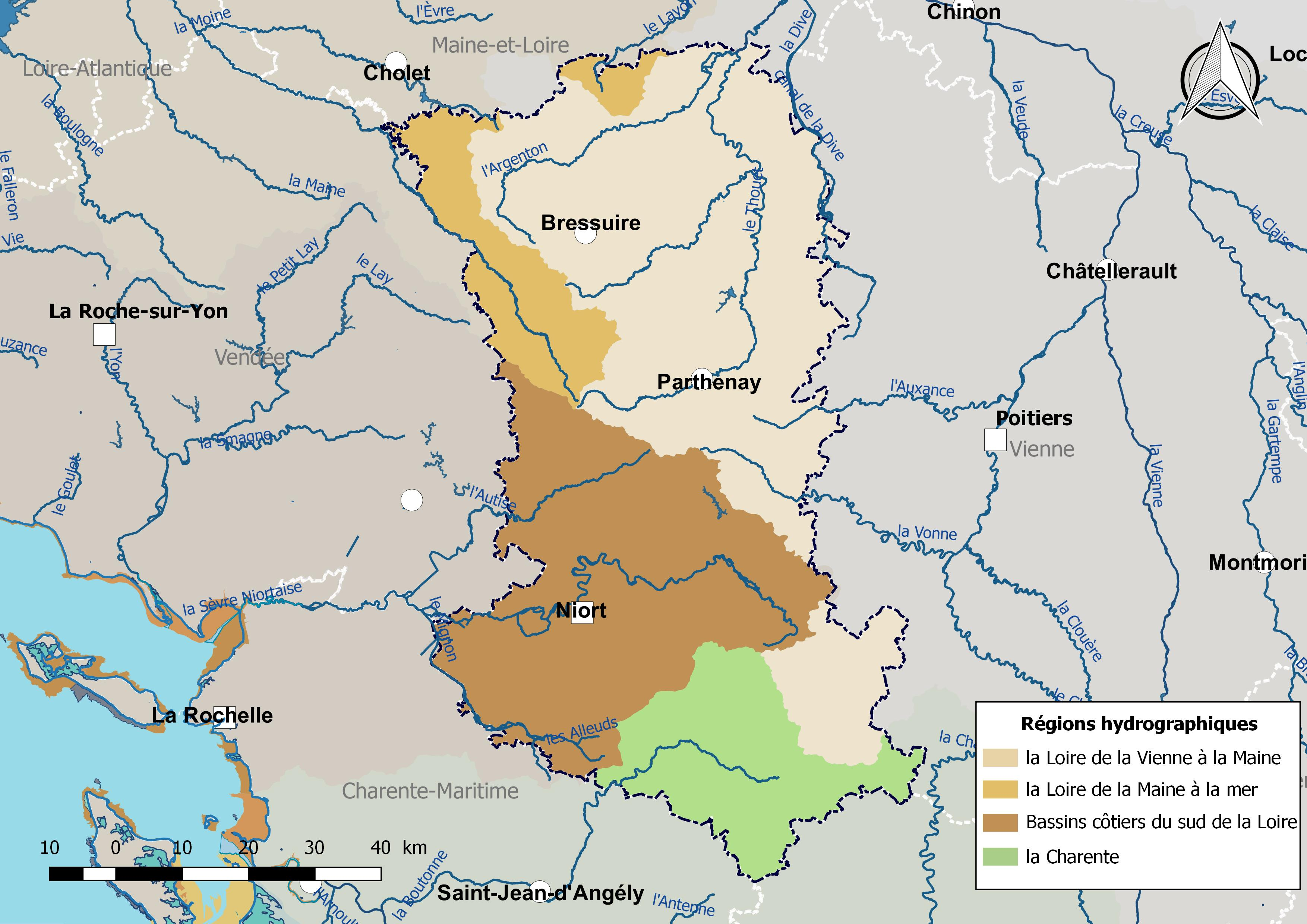
Les Deux-Sèvres sont découpées en quatre régions hydrographiques.
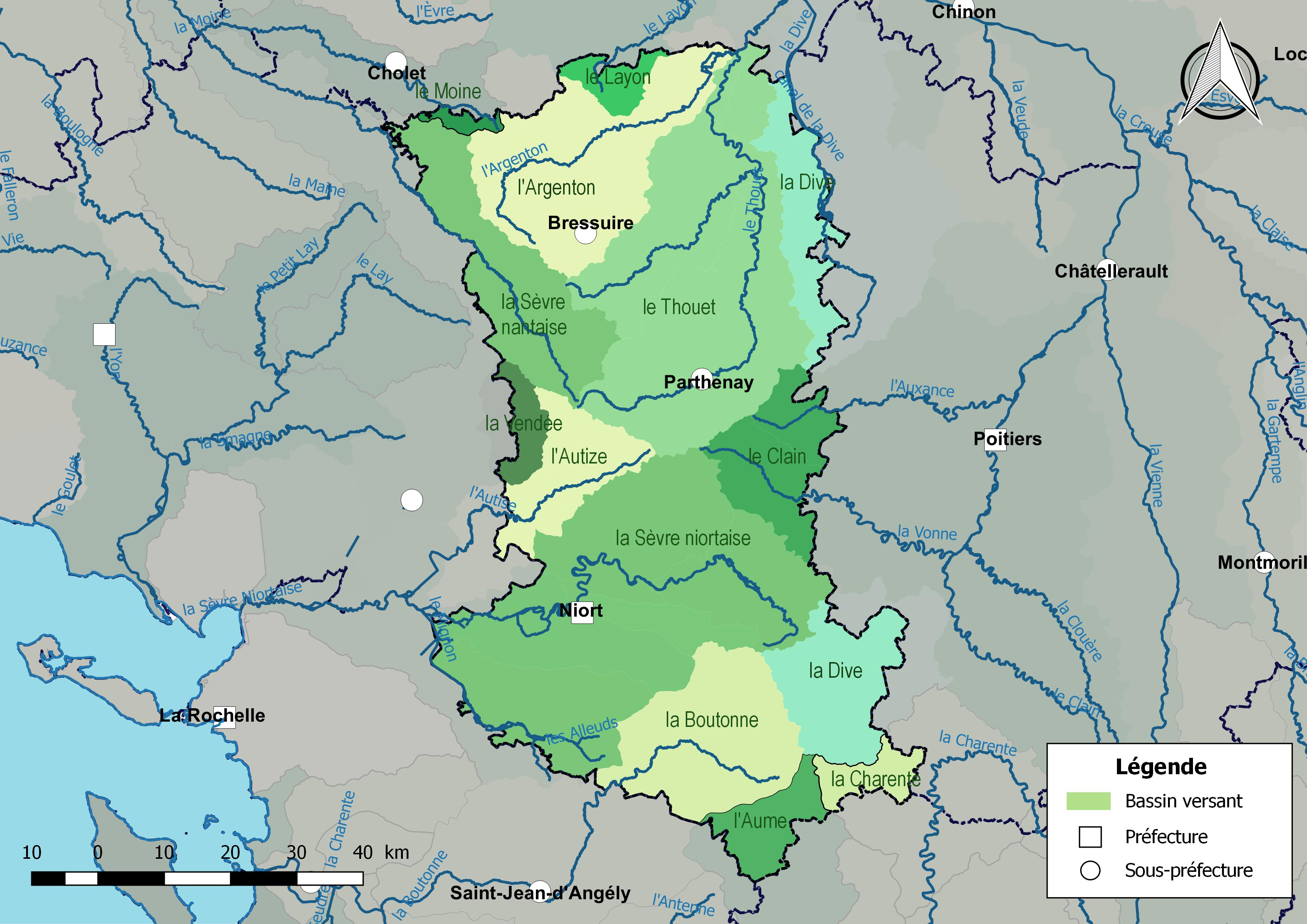
Les principaux bassins versants des Deux-Sèvres.

Le réseau hydrographique s’étend sur un linéaire de près de 6 000 km d’écoulements dont 2 507 km étaient formellement identifiés comme cours d'eau par la direction départementale des territoires au 8 février 2016, alors qu'il restait 1 374 km à expertiser.

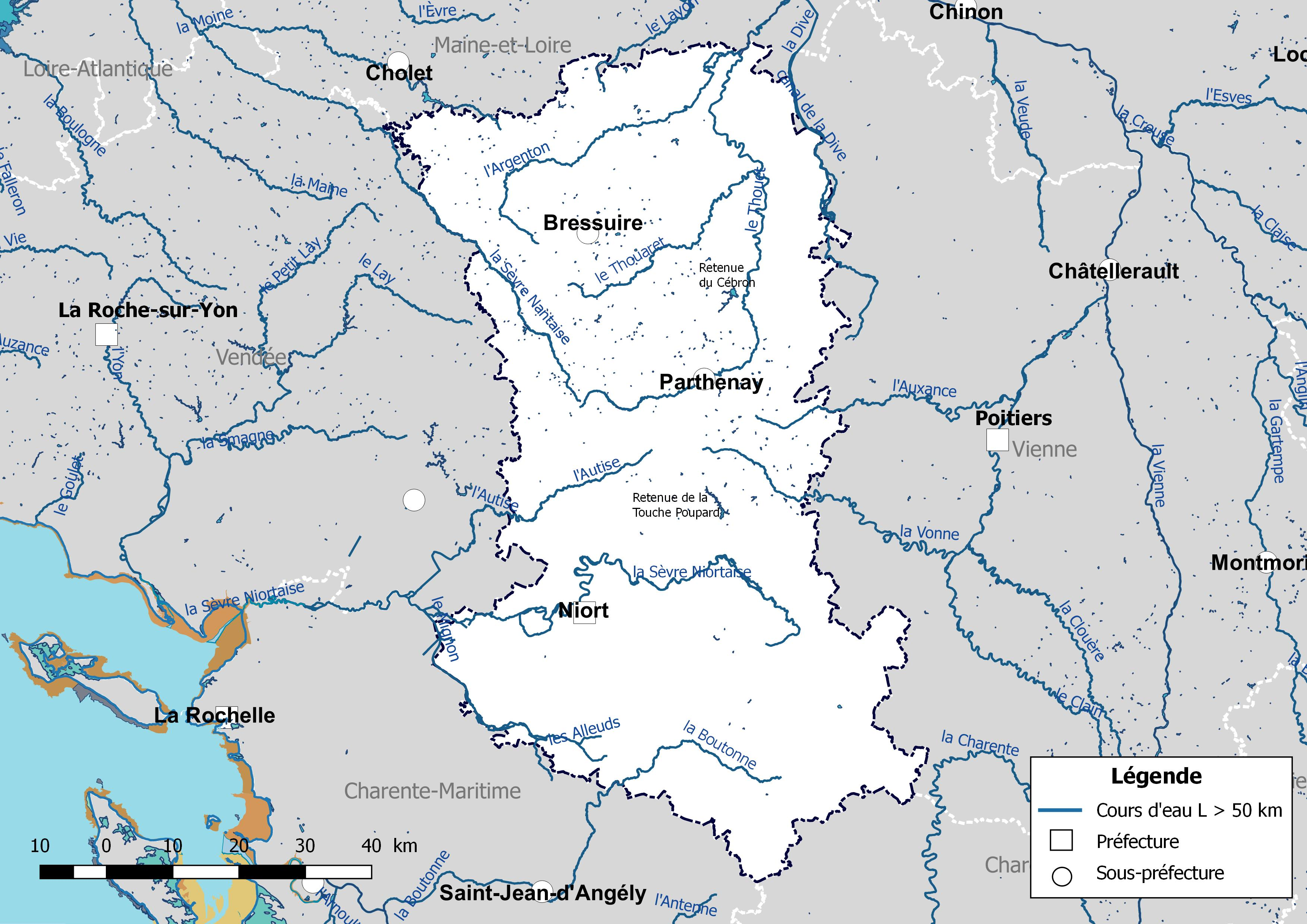
Carte des cours d'eau de longueur supérieure à 50 km des Deux-Sèvres.
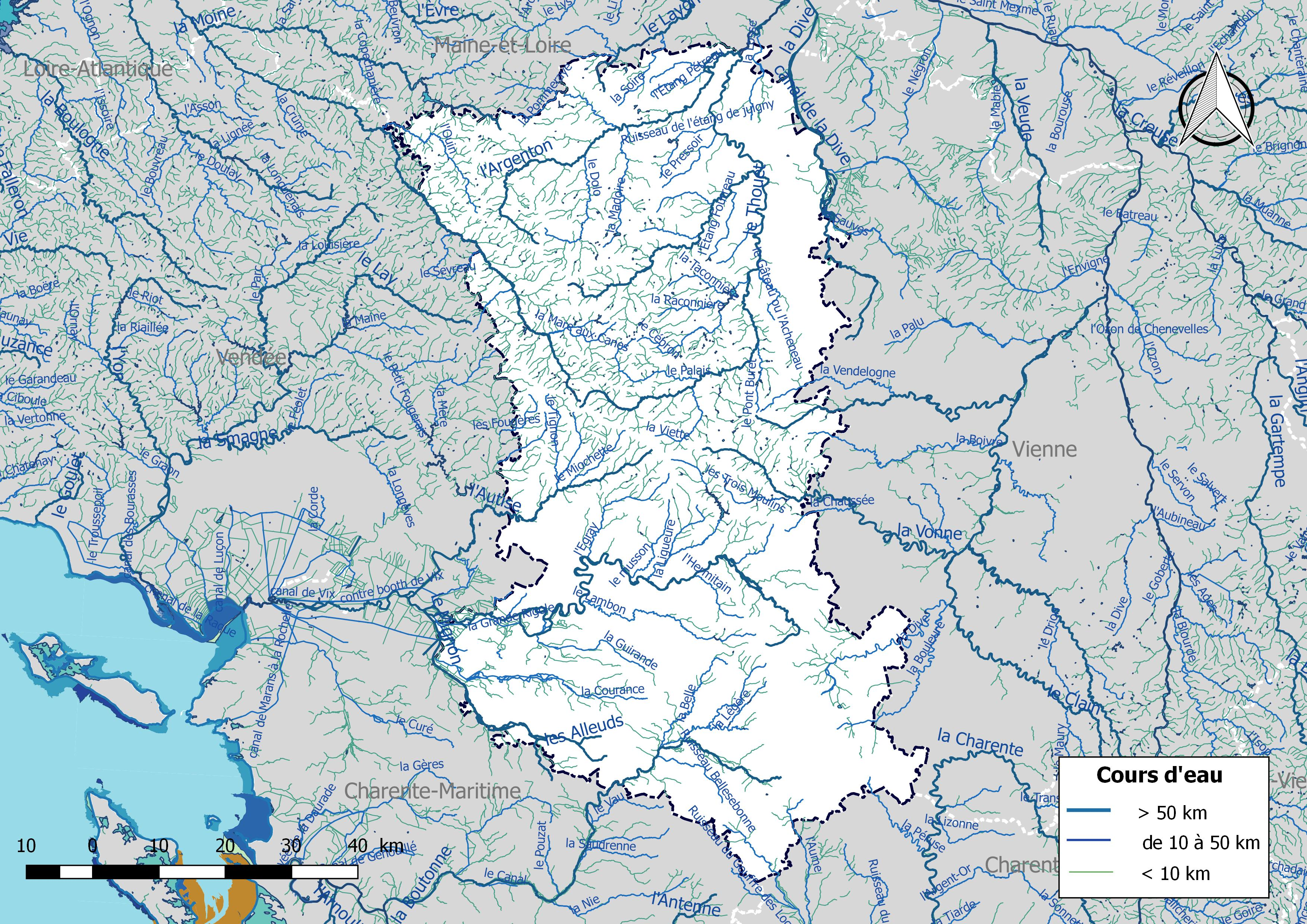
Carte de l'ensemble du réseau hydrographique des Deux-Sèvres.

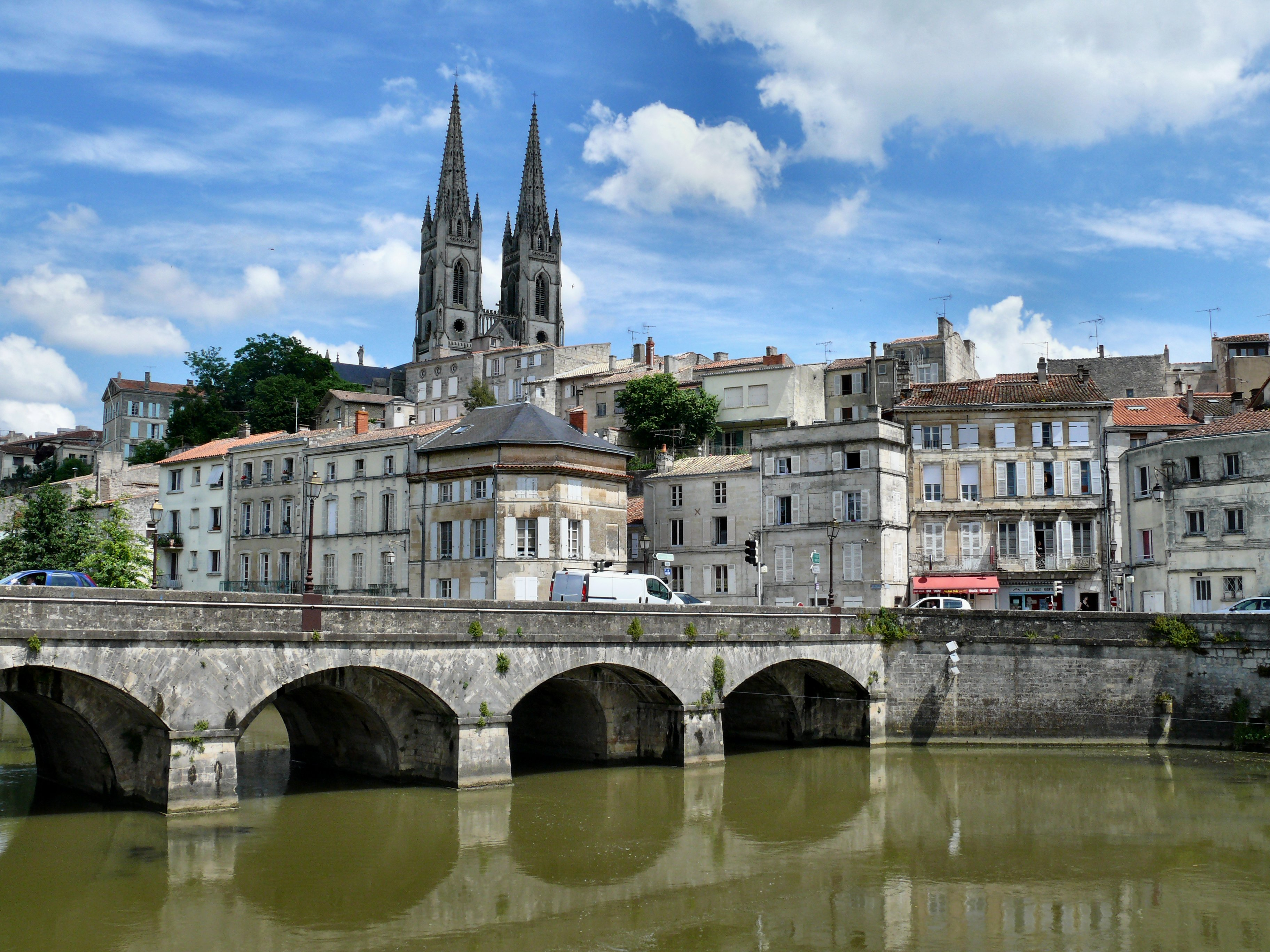
Le centre-ville de Niort vu depuis les quais de la Sèvre Niortaise.
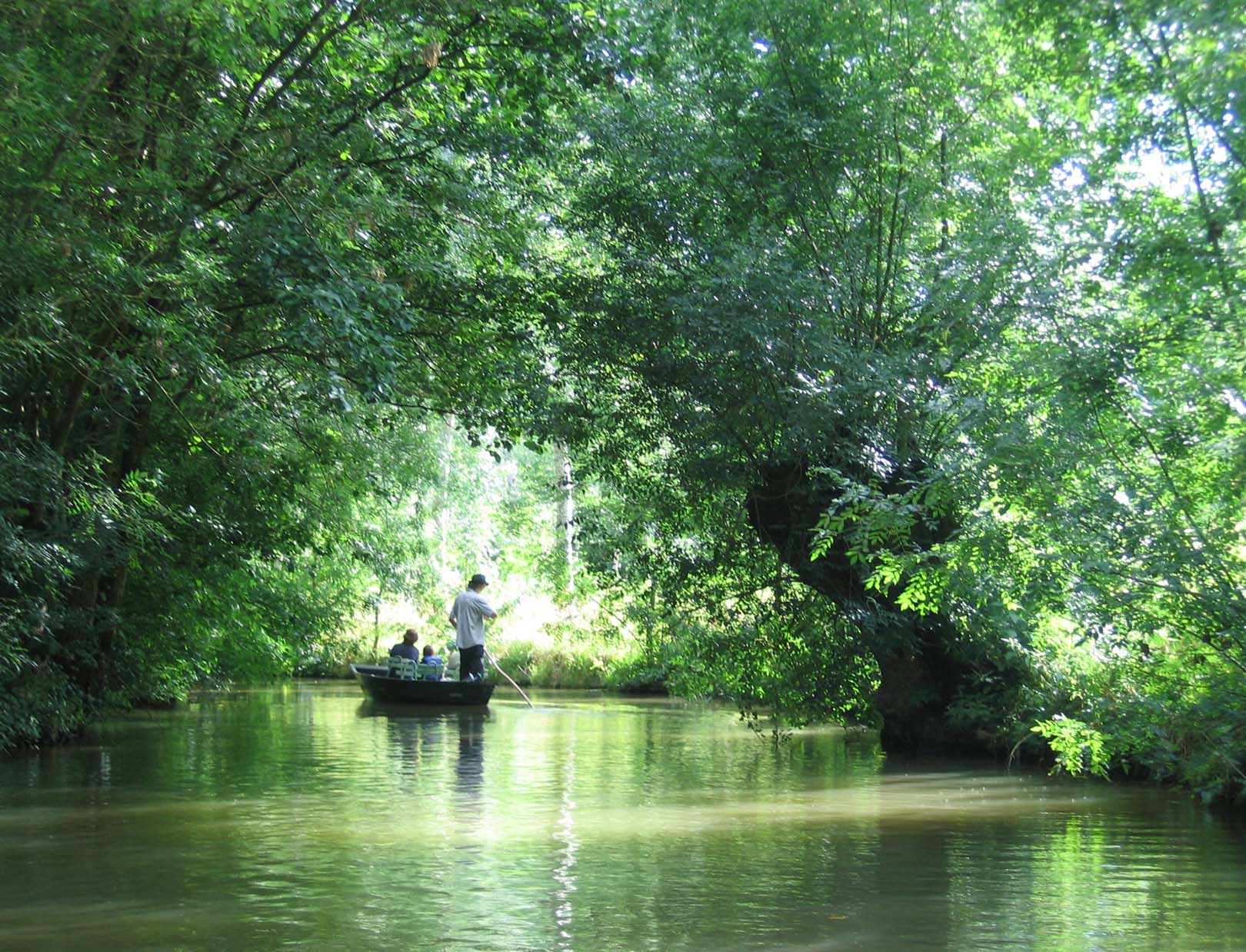
Le marais poitevin.
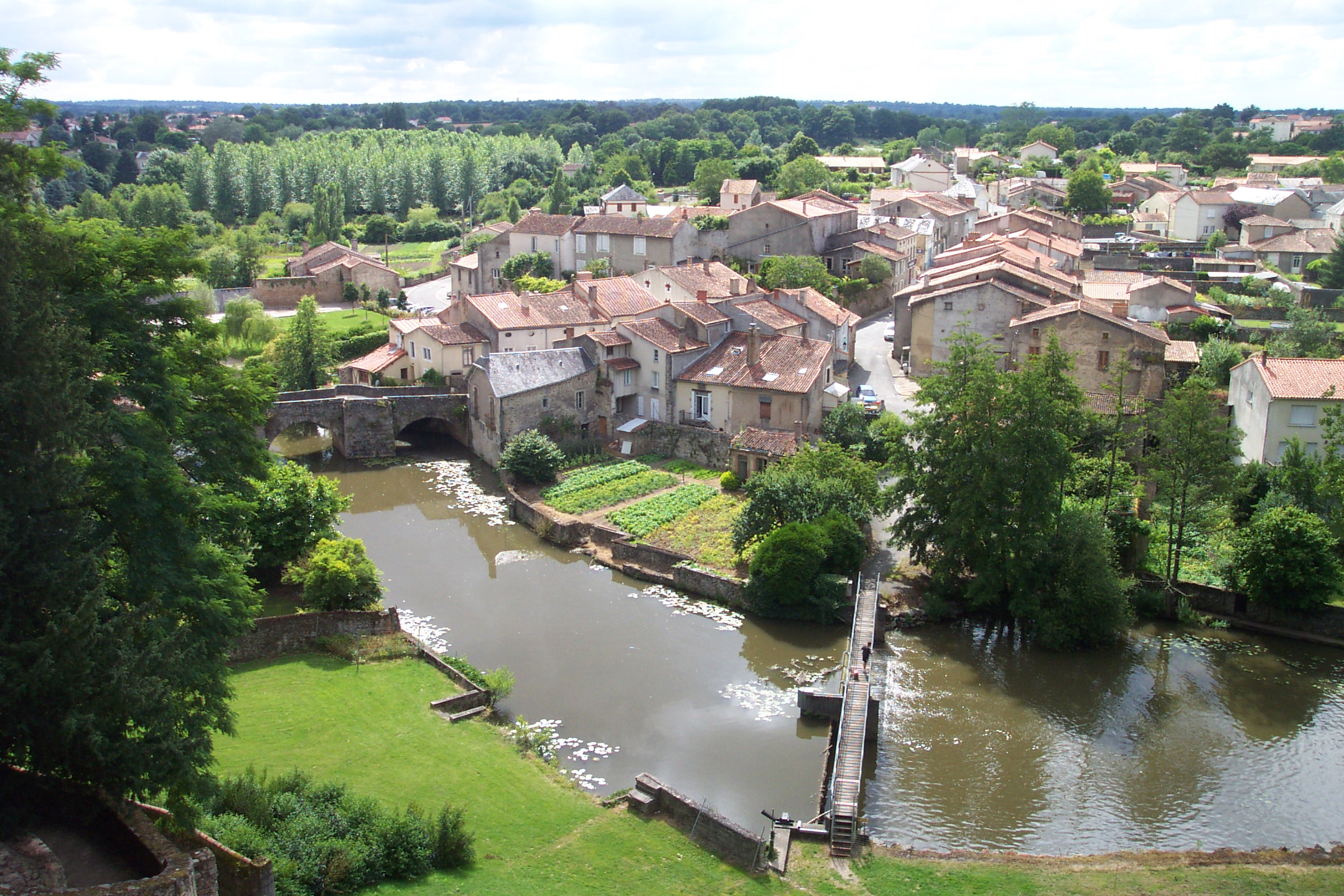
Le Thouet à Parthenay (vue du faubourg Saint-Paul).

#### Hydrologie des principaux cours d'eau
Les données hydrologiques des principaux cours d'eau de la Deux-Sèvres sont acquises grâce à un ensemble de 26 stations de mesure et sont stockées dans une base de données nationale dénommée Banque Hydro. Les hauteurs d'eau sont mesurées à des pas variables et permettent de calculer, par station, les débits instantanés, journaliers, mensuels, etc. à partir des valeurs de hauteur d'eau et des courbes de tarage (relations entre les hauteurs et les débits). Ces valeurs sont actualisées à chaque mise à jour d'une hauteur ou d'une courbe de tarage (addition, précision supplémentaire, correction, etc.). Ces 26 stations de mesures sont les suivantes :

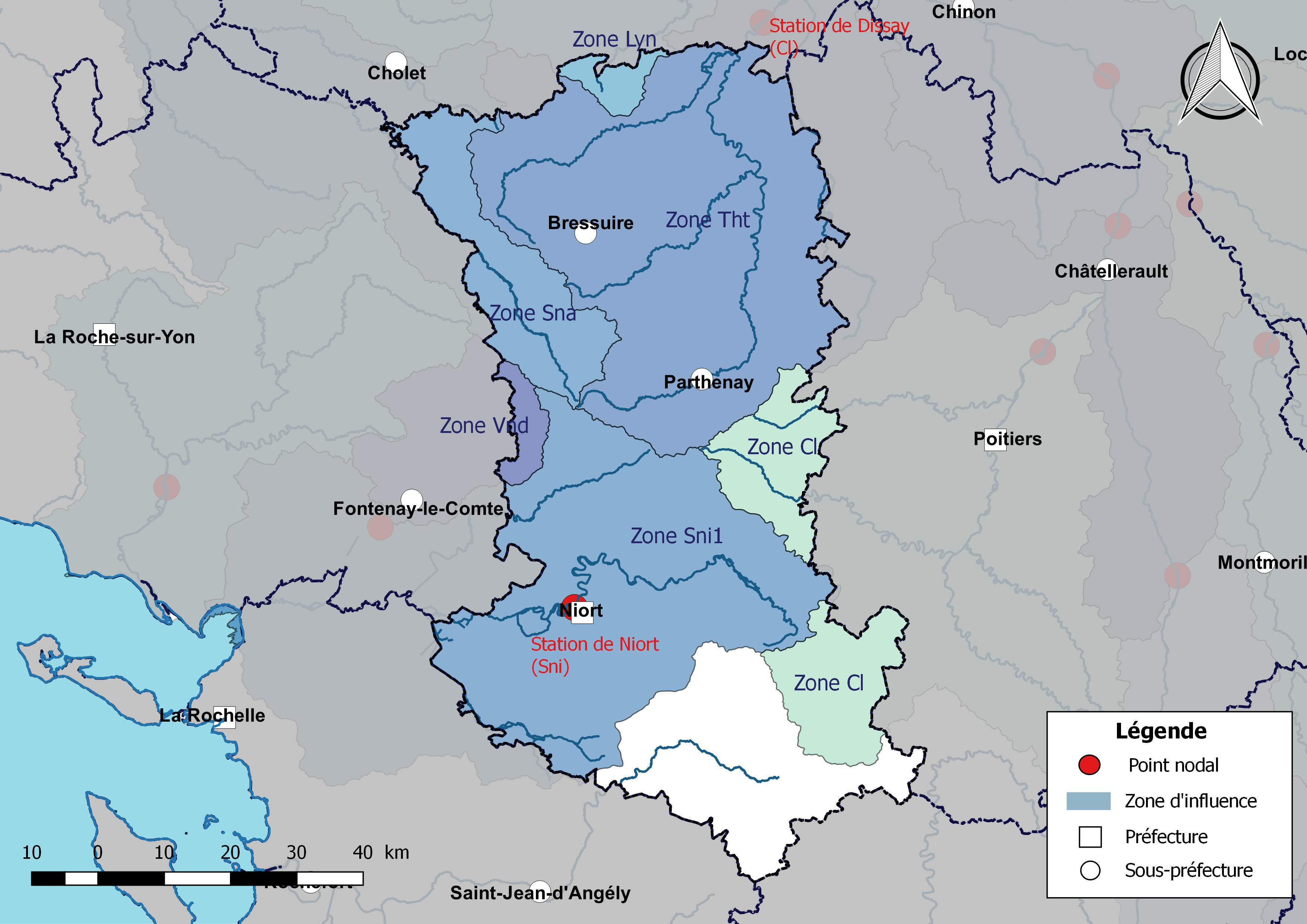
Carte des points nodaux et de leur zone d'influence dans le département des Deux-Sèvres.

À l'échelle des bassins versants, la gestion de la ressource en eau s’appuie sur un ensemble de points nodaux, définis par le schéma directeur d'aménagement et de gestion des eaux (SDAGE), pour lesquels sont fixés des débits de référence correspondant à des situations de débit faible, notamment en période estivale. Les schémas d'aménagement et de gestion des eaux (SAGE) peuvent aussi définir des points nodaux complémentaires à l’intérieur de leur périmètre. À chaque point correspond une zone d'influence équivalente au bassin amont du point nodal. Lorsque le débit observé devient inférieur aux débits seuils, des mesures restrictives sont appliquées par arrêtés préfectoraux sur le territoire correspondant à la zone d’influence du point nodal considéré. Les débits seuils sont :
- le débit objectif d’étiage (DOE) qui constitue le débit en dessous duquel la vie aquatique est altérée ;
- le débit seuil d’alerte (DSA) à partir duquel des mesures de restriction d’usage sont déclenchées ;
- le débit de crise (DCR) au niveau duquel toutes les mesures possibles de restriction des prélèvements et des rejets sont mises en œuvre.

Les objectifs aux points nodaux et aux zones nodales fixés dans le SDAGE 2010-2015 Loire-Bretagne et reconduits dans le SDAGE 2016-2021, sont exprimés, suivant les situations, en débit ou en hauteur (piézométrique ou limnimétrique), et portent :
- d’une part sur l’équilibre entre la ressource et les besoins (débit objectif d’étiage DOE, piézométrie objectif d’étiage POE, niveau objectif d’étiage NOE) ;
- d’autre part sur la gestion des crises (seuils d’alerte DSA, PSA et NSA ; et seuils de crise, DCR, PCR et NCR).

Leur détermination repose principalement sur l’observation des équilibres ou déséquilibres actuels et sur l’expérience des situations de crise antérieures. Le département des Deux-Sèvres est découpé en sept zones nodales se référant à sept points nodaux dont un seul est dans le département. Leurs caractéristiques sont définies dans le SDAGE.

#### Cartographie des cours d'eau au titre de la police de l'eau
En lien avec la loi pour la reconquête de la biodiversité, de la nature et des paysages, publiée au Journal officiel du 9 août 2016, définissant la notion de cours d’eau, une instruction du gouvernement du 3 juin 2015 demande aux services d’État de mettre en place une cartographie du réseau hydrographique dans chaque département, afin de permettre aux riverains concernés de distinguer facilement les cours d’eau des fossés, non soumis aux mêmes règles : une intervention sur un cours d’eau allant au-delà de l’entretien courant ne peut en effet se faire que dans le cadre d’une déclaration ou autorisation « loi sur l’eau ». En outre les agriculteurs qui demandent les aides de la politique agricole commune (PAC) doivent implanter ou conserver une bande tampon de cinq mètres, le long des cours d'eau classés au titre des Bonnes conditions agricoles et environnementales (BCAE). Dans ce cadre, les services de l'État ont engagé une démarche progressive d'identification des cours d'eau et publié une carte de ceux-ci.

#### Domaine public fluvial
Les seuls cours d'eau domaniaux dont les berges et le fond appartiennent et sont entretenus par l’État sont :
- le canal du Mignon en aval de Mauzé-sur-le-Mignon à partir du port,
- le canal de la Dive du Nord sur la commune de Pas-de-Jeu en aval de la RD 759,
- le Thouet depuis l'embouchure de l'Argenton jusqu'à la limite avec le Maine-et-Loire,
- la Sèvre Niortaise à l’aval de Niort (propriété non plus de l’État mais de l'Institution interdépartementale du bassin de la Sèvre Niortaise (IIBSN).

### Plans d'eau et milieux aquatiques

#### Plans d'eau
L'appellation plans d'eau désigne l'ensemble des retenues d'eau stagnante, d'eau plane, quelle que soit leur surface (minimale ou maximale) et quelle que soit leur profondeur et comprend donc aussi bien les trous d'eau de quelques dizaines ou centaines de mètres carrés que les grands lacs. Les principaux plans d'eau des Deux-Sèvres sont les suivants : le lac du Cébron (130 ha), le lac Pescalis (100 ha), l'étang de La Madoire (40 ha), le plan d'eau du Lambon (15 ha), l'Étang des Freaux (14 ha), l'Étang de la Barre (11 ha), La Ballastière (10 ha), l'Étang de la Buzotière (7 ha), le plan d'eau Verruyes (7 ha), le lac d'Hautibus (6 ha), le domaine de Brusson (5 ha), le plan d’eau communal de Boismé (2 ha), le Clan de la Chaume (1 ha), l'Étang d'Enjouran (1 ha), l'Étang de PuiHardy (1 ha).

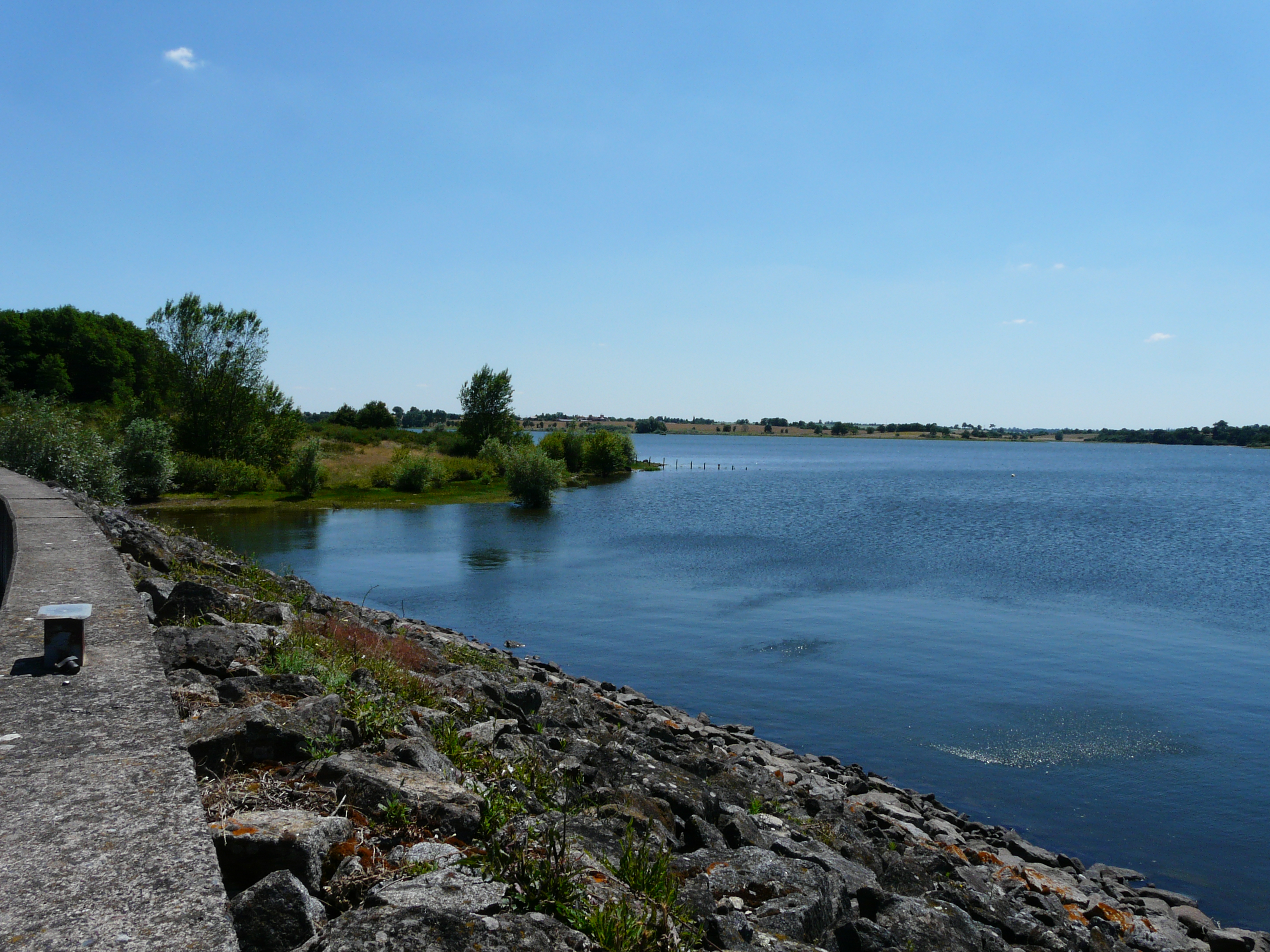
Le lac du Cébron.
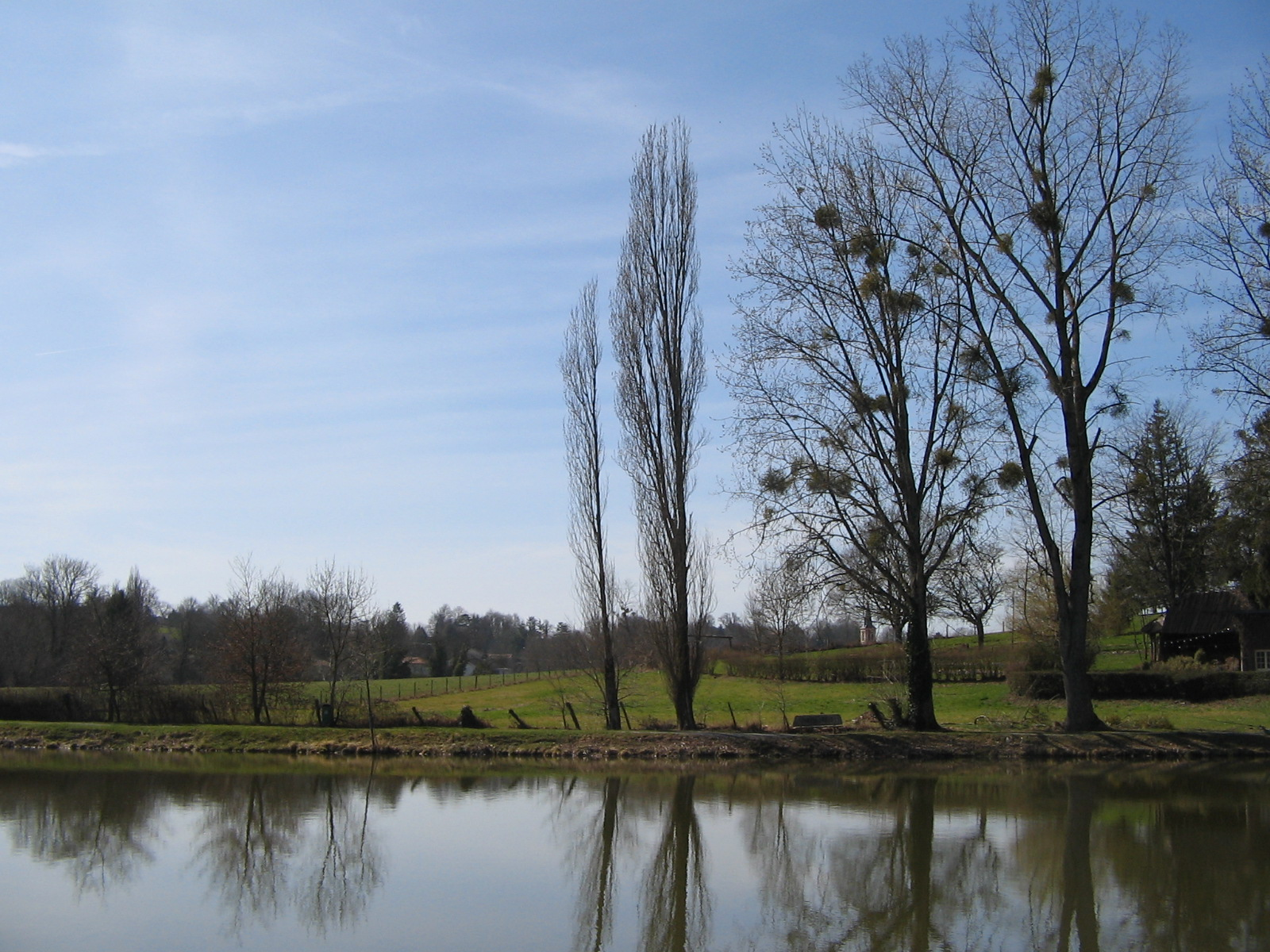
Le plan d'eau Verruyes.

#### Milieux humides
À la différence des cours d’eau, les eaux des mares et étangs sont stagnantes. La profondeur est faible de sorte que la lumière, qui permet la photosynthèse, pénètre souvent jusqu’au fond. De 1998 à 2002, Poitou-Charentes Nature a engagé un programme régional d’inventaire des mares de l'ancienne région Poitou-Charentes, avec l’aide de ses associations membres et de leurs bénévoles. L'ouest du territoire départemental présente une densité importante de mares.
Le Marais poitevin est le plus vaste des marais de l’Ouest de la France. Il s’étend sur trois départements (Charente-Maritime, Deux-Sèvres et Vendée).

## Gouvernance de bassin

### Bassins administratifs
La gestion de l’eau, soumise à une législation nationale et à des directives européennes, se décline par bassin hydrographique, au nombre de sept en France métropolitaine, échelle cohérente écologiquement et adaptée à une gestion des ressources en eau. Les Deux-Sèvres sont découpées en deux bassins : le bassin Loire-Bretagne sur la plus grande partie du territoire et le bassin Adour-Garonne, qui sont à la fois des circonscriptions administratives de bassin, territoires de gestion dont les limites sont des limites communales, et des bassins hydrographiques, territoires hydrographiques dont les limites sont des lignes de partage des eaux.
Chaque circonscription de bassin, également appelée bassin Directive-cadre sur l'eau (bassin DCE), est découpée en sous-bassins administratifs, dénommés aussi sous-bassins DCE, qui constituent un niveau intermédiaire d’agrégation entre la masse d'eau et le bassin Directive-cadre sur l'eau. Les Deux-Sèvres sont découpées en trois sous-bassins : « Vienne-Creuse » et « Loire aval et côtiers vendéens » dans le bassin Loire-Bretagne et « Charente » dans le bassin Adour-Garonne.

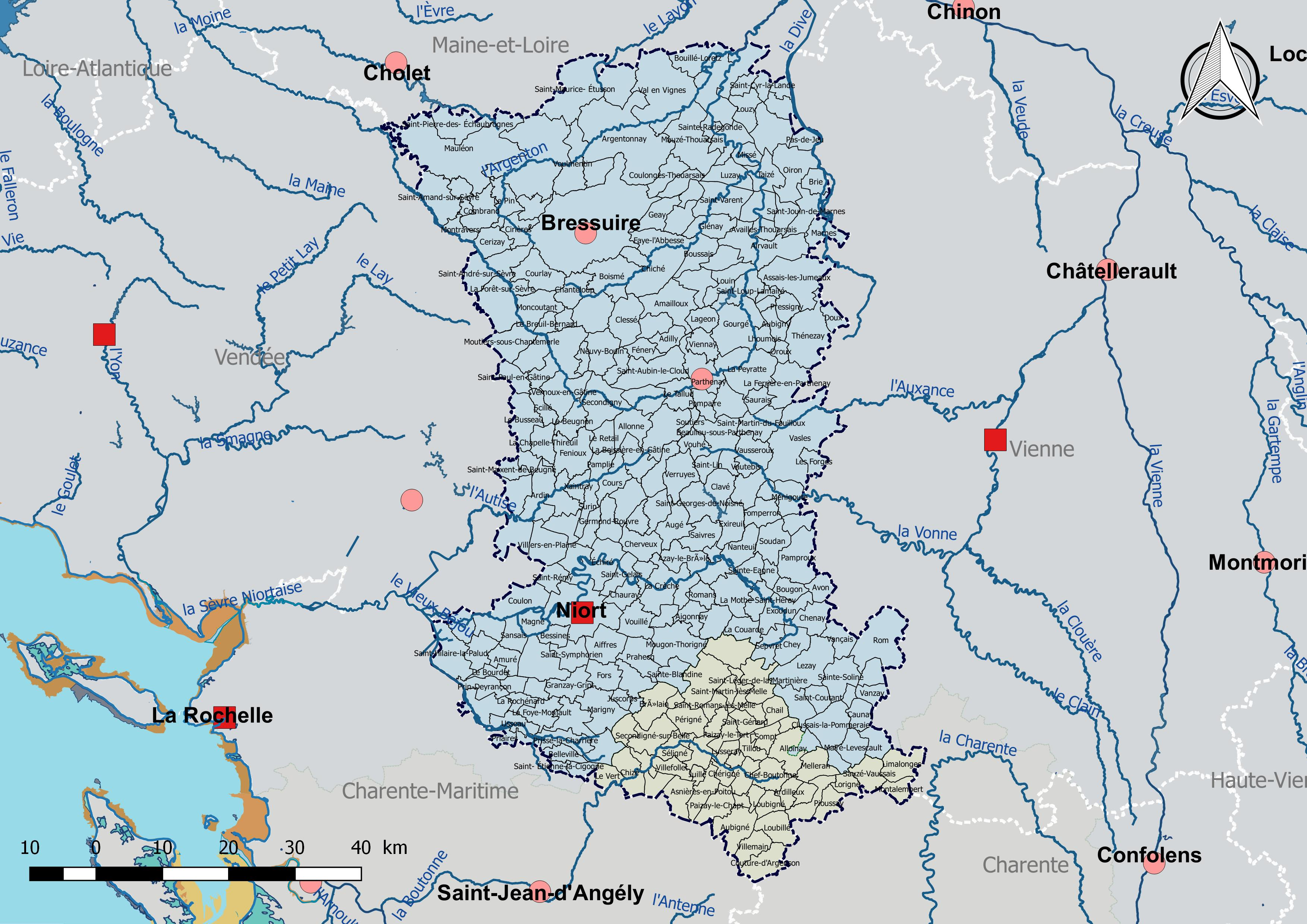
Les Deux-Sèvres sont découpées en deux bassins DCE : Loire-Bretagne et Adour-Garonne.
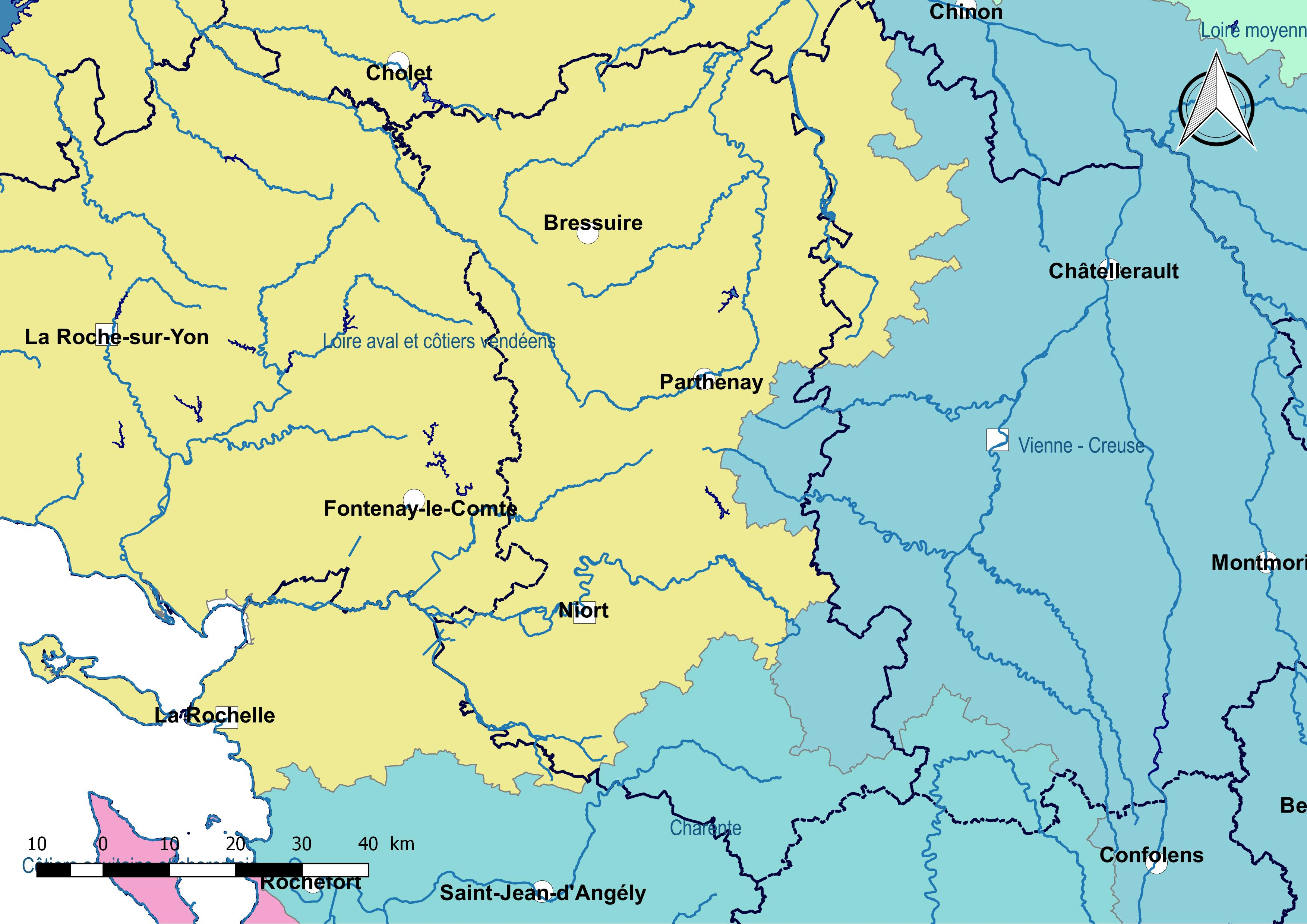
Le département est découpé en trois sous-bassins administratifs : « Vienne-Creuse », « Charente » et « Loire aval et côtiers vendéens ».

### Acteurs
La planification de l’eau s’appuie sur une gouvernance qui fait intervenir différents acteurs que l’on peut schématiquement répartir en quatre groupes : sphère de décision, instances de préparation des décisions, instances techniques et partenaires du bassin associés à la planification. La sphère de décision comprend le comité de bassin et le préfet coordonnateur de bassin.

#### Instances de bassin
Les instances de bassins sont constituées de deux entités :
- le comité de bassin, une instance de concertation qui regroupe différents acteurs, publics ou privés, agissant dans le domaine de l’eau : collectivités, État, usagers, personnes qualifiées, milieux socioprofessionnels et le préfet coordonnateur de bassin. Le département des Deux-Sèvres dépend, selon les parties de son territoire, des comités de bassins Adour-Garonne et Loire-Bretagne ;
- l'agence de l'eau, un établissement public à caractère administratif de l’État. Le département des Deux-Sèvres dépend de deux agences de l'eau :
  - Adour-Garonne ;
  - Loire-Bretagne, dont le siège est à Orléans, et plus particulièrement de la délégation « Poitou-Limousin » de l'agence de l'eau. Celle-ci assure le secrétariat de la commission territoriale Poitou-Limousin du comité de bassin et intervient sur les SAGE du territoire[40].

#### Commissions locales de l'eau
Une Commission locale de l'eau est définie à l'échelle de chaque schéma d'aménagement et de gestion des eaux (SAGE), qui, respectant le schéma directeur d'aménagement et de gestion des eaux (SDAGE), précise les objectifs plus détaillés de l’utilisation de l’eau. Elle est composée de 50 % d’élus, 25 % d’usagers, 25 % d'administrations.

#### Établissements publics territoriaux de bassin et syndicats de rivières
La loi du 30 juillet 2003 relative à la prévention des risques technologiques et naturels et à la réparation des dommages a fait des établissements publics territoriaux de bassin (EPTB) des acteurs officiels de la politique de l'eau à l'échelle d'un bassin versant ou d'un sous-bassin. Leur rôle a été renforcé par la loi sur l'eau et les milieux aquatiques du 30 décembre 2006 et par la loi du 12 juillet 2010 portant engagement national pour l’environnement (Grenelle 2). Leur périmètre doit répondre à la cohérence hydrographique d'un bassin ou d’un sous-bassin hydrographique, sans limite de taille minimum. Ils sont déconnectés des limites administratives des collectivités membres.
Cinq EPTB ou structures intercommunales sont compétentes sur le territoire des Deux-Sèvres :
- le Syndicat Mixte EPTB de la Sèvre Nantaise[43] ;
- l'Institution Interdépartementale du Bassin de la Sèvre Niortaise[44] ;
- le Syndicat mixte de la Vallée du Thouet (SMVT)[45] ;
- le Syndicat Mixte d'études pour la gestion et l'aménagement du bassin de la Boutonne (SYMBO)[46] ;
- l’EPTB Fleuve Charente[47].

### Planification
La directive-cadre sur l'eau (DCE) du 23 octobre 2000 déploie une logique de planification (les « plans de gestion » que sont les schémas directeurs d’aménagement et de gestion des eaux (SDAGE) en France), associée à une politique de programmation (les « programmes de mesures » - PdM), à l’échelle des grands bassins hydrographiques.

#### Schéma directeur d'aménagement et de gestion des eaux (SDAGE)
Le schéma directeur d'aménagement et de gestion des eaux (SDAGE) est un document de planification dans le domaine de l’eau. Il définit, pour une période donnée de six ans, les grandes orientations pour une gestion équilibrée de la ressource en eau ainsi que les objectifs de qualité et de quantité des eaux à atteindre dans le bassin hydrographique dont dépend le département. Il est établi en application des articles L.212-1 et suivants du code de l’environnement. Le département des Deux-Sèvres est concerné par les SDAGE Adour-Garonne et Loire-Bretagne.
| SDAGE                | Approbation par le Préfet coordonnateur de bassin | Approbation par le Préfet coordonnateur de bassin |
| SDAGE                | Période 2010-2015                                 | Période 2016-2021                                 |
| -------------------- | ------------------------------------------------- | ------------------------------------------------- |
| SDAGE Adour-Garonne  | 1er décembre 2009                                 | 1er décembre 2015                                 |
| SDAGE Loire-Bretagne | 18 novembre 2009                                  | 18 novembre 2015                                  |

#### Schéma d'aménagement et de gestion des eaux (SAGE)

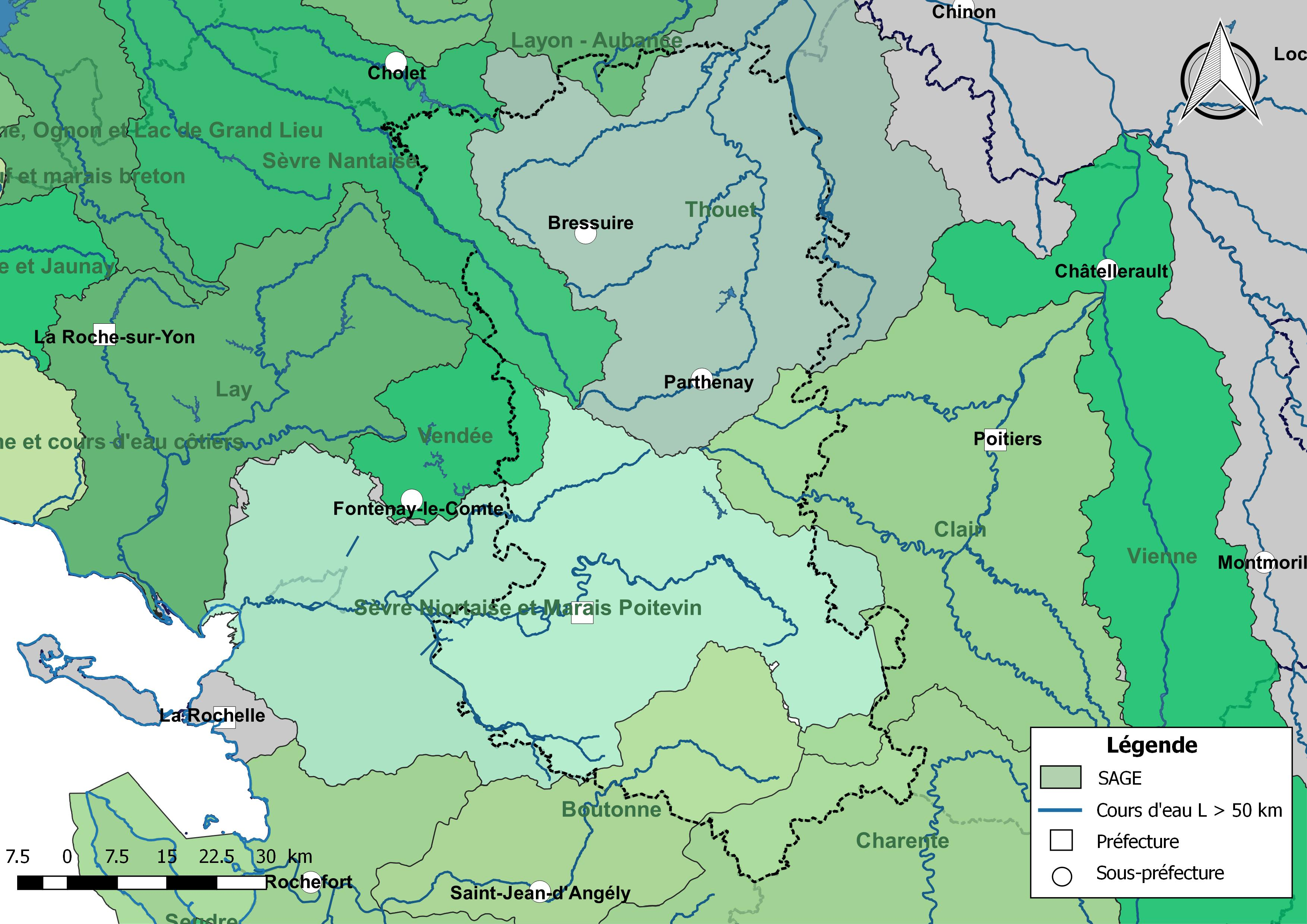
Carte des SAGE concernant les Deux-Sèvres au 1er janvier 2018.

Le schéma d'aménagement et de gestion des eaux (SAGE) est le deuxième niveau de planification, au périmètre plus restreint que le schéma directeur d'aménagement et de gestion des eaux (SDAGE). Il est fondé sur une unité de territoire où s’imposent une solidarité physique et humaine (bassins versants, nappes souterraines, estuaires, …). Il fixe les objectifs généraux, les règles, les actions et moyens à mettre en œuvre pour gérer la ressource en eau et concilier tous ses usages. Le SAGE est élaboré par une commission locale de l'eau (CLE) composée d’élus, d’usagers et de représentants de l’État. Il doit être approuvé par le Préfet après avis du comité de bassin pour devenir opposable aux décisions publiques. Les SAGE doivent être compatibles avec les orientations du SDAGE en application sur leur territoire.
Dans le département, huit territoires sont engagés dans une démarche de SAGE, couvrant ainsi la totalité du territoire départemental : « Layon-Aubance », « Boutonne », « Charente », « Clain », « Sèvre niortaise et marais poitevin », « Thouet » et « Vendée »,.
| Bassin         | Nom du SAGE                         | Phase             | Périmètre fixé le             | Création CLE       | Approuvé le                  | Superficie | Départements concernés                                                   | Nb communes | Nb communes |
| Bassin         | Nom du SAGE                         | Phase             | Périmètre fixé le             | Création CLE       | Approuvé le                  | Superficie | Départements concernés                                                   | Total       | Deux-Sèvres |
| -------------- | ----------------------------------- | ----------------- | ----------------------------- | ------------------ | ---------------------------- | ---------- | ------------------------------------------------------------------------ | ----------- | ----------- |
| Adour-Garonne  | Layon et Aubance,                   | Première révision | 03.06.2014                    | 13.10.2014         | 24.03.2006 (1re)             | 1 303 km2  | Maine-et-Loire, Deux-Sèvres                                              | 45          | 4           |
| Adour-Garonne  | Boutonne                            | Mise en œuvre     | 29.03.1997                    | 03.10.2008         | 18.04.2011                   | 1 320 km2  | Charente-Maritime, Deux-Sèvres                                           | 130         | 51          |
| Loire-Bretagne | Charente,                           | Élaboration       | 18.04.2011 modifié 29.01.2016 | 07.06.2011         | --                           | 9 300 km2  | Charente, Charente-Maritime, Dordogne, Deux-Sèvres, Haute-Vienne, Vienne | 713         | 12          |
| Loire-Bretagne | Clain,                              | Élaboration       | 27.01.2009                    | 13.01.2010 modifié | --                           | 2 882 km2  | Charente , Deux-Sèvres, Vienne                                           | 157         | 30          |
| Loire-Bretagne | Sèvre Nantaise et ses affluents,    | Mise en œuvre     | 24.01.1996 23.03.2013 (rev.)  | 3.10.2008 modif    | 05.02.2005 07.04.2015 (rev.) | 2 350 km2  | Deux-Sèvres , Loire-Atlantique, Maine-et-Loire, Vendée                   | 123         | 31          |
| Loire-Bretagne | Sèvre Niortaise et marais poitevin, | Mise en œuvre     | 29.04.1997 modifié 27.04.2012 | 03.10.2008 modifié | 29.04.2011                   | 3 704 km2  | Charente-Maritime, Deux-Sèvres, Vendée, Vienne                           | 223         | 128         |
| Loire-Bretagne | Thouet,                             | Élaboration       | 20.12.2010                    |                    | --                           | 3 375 km2  | Deux-Sèvres, Maine-et-Loire, Vienne                                      | 193         | 105         |
| Loire-Bretagne | Vendée,                             | Mise en œuvre     |                               |                    |                              | 512 km2    | Deux-Sèvres, Vendée                                                      | 40          | 8           |

#### Contrats de rivière
Le troisième niveau de planification est celui du contrat, où les actions sont mises en œuvre concrètement. Un contrat territorial est ainsi un outil de l'Agence de l'eau, mis en place pour cinq ans à l'échelle d'un bassin versant. Il a pour objectifs de réduire les pollutions diffuses et d'entretenir ou restaurer les milieux aquatiques afin d'atteindre le bon état écologique des masses d'eau défini dans le SDAGE. Un contrat de rivière (ou également de lac, de baie, de nappe) est un instrument d’intervention à l’échelle de bassin versant. Il a pour objectif la préservation, la restauration et l'entretien d'une rivière et de son écosystème. Contrairement au SAGE, les objectifs du contrat de rivière n’ont pas de portée juridique, mais constituent un engagement contractuel entre les signataires. Un comité de rivière est chargé de concourir au suivi du contrat de rivière. Lancé en 1981, le dispositif a évolué en 2004. Le contrat de rivière de la Sèvre Nantaise est un des premiers (18 octobre 1984) et avait été précédé d’une opération « rivière propre » en 1972.

#### Contrats territoriaux de milieux aquatiques
Plusieurs contrats territoriaux de milieux aquatiques ont été signés :
- CTMA zone humide liée à la Sèvre niortaise, au Mignon et aux Autizes (2014-2020)[74],[75],[76] ;
- CTMA Marais Poitevin Nord Aunis (2015-2019)[77] ;
- CTMA de l’Argenton et ses affluents (2018-2022) - concerne l’ensemble du bassin versant de l’Argenton en Deux-Sèvres, pour un linéaire de 217 km de cours d’eau, répartis en 8 masses d’eau, sur 16 communes[78] ;
- CTMA Lambon et Sèvre Niortaise (2016-2020)[79] ;
- CTMA du bassin de la Moine et de la Sanguèze (2015-2019)[80] ;
- CTMA l’Auxance et affluents[81].

## Gouvernance locale

### Acteurs du territoire

#### Services de l'État
La police de l'eau réglemente les installations, ouvrages, travaux ou activités qui peuvent exercer des pressions sur les milieux. Elle est assurée par trois polices spécialisées : la police de l’eau et des milieux aquatiques, la police de la pêche et la police des installations classées. Les acteurs principaux sont :
- la Mission interservice de l'eau et de la nature (ex-Mission interservices de l’eau - MISE) rassemble, sous l'autorité du préfet et le pilotage de la Direction départementale des territoires (DDT), de nombreux services de l'État tels que la Direction régionale de l'environnement, de l'aménagement et du logement (DREAL), la Direction régionale de l'alimentation, de l'agriculture et de la forêt (DRAAF) de la région Nouvelle-Aquitaine, la Direction départementale de la protection des populations (DDPP), l'Office national de la chasse et de la faune sauvage (ONCFS), la gendarmerie ainsi que des établissements publics de l'État : Agence régionale de santé (ARS), les agences de l'eau[83] ;
- l'Office national de l'eau et des milieux aquatiques (Onema) dont l'action se coordonne avec l’ensemble des services des polices de l’eau dans le cadre de conventions avec les préfets ;
- la direction départementale des territoires (DDT) des Deux-Sèvres est le service unique de police de l'eau du département des Deux-Sèvres ;
- la gendarmerie et les maires sont compétents pour constater les infractions et les pollutions.

#### Autres organismes
- la Fédération départementale pour la pêche et la protection du milieu aquatique Deux-Sèvres (FDPPMA 79) est une association qui coordonne et soutient les actions de 36 associations agréées pour la pêche et la protection du milieu aquatique (AAPPMA), responsables de la détention et la gestion des droits de pêche dans le département. Elle promeut et défend la pêche de loisirs en eau douce et participe à la protection et la gestion durable des milieux aquatiques ;
- la Chambre d'agriculture des Deux-Sèvres met en place avec les agriculteurs des programmes pour la préservation des milieux aquatiques.

### Gestion intercommunale des cours d’eau
Force est de constater que la rivière n’est plus utilisée pour les besoins des riverains, que les travaux d’entretien sont coûteux et que le mode d’occupation des sols ainsi que les pratiques culturales ont été profondément modifiés. Les collectivités territoriales sont dès lors autorisées, mais ce n’est pas une obligation, à se substituer aux riverains pour assurer l’entretien et l’aménagement des cours d’eau non domaniaux lorsque ces travaux présentent un caractère d’intérêt général ou d’urgence (Article L.211-7 Code de l’Environnement). La constitution de syndicats intercommunaux pour l’entretien des rivières garantit la cohérence des interventions, permet de mutualiser les moyens des communes et de bénéficier de subventions publiques. Les communes ont donc été amenées petit à petit à se substituer aux riverains. Elles se sont regroupées en syndicats de rivières et ont pris en charge les travaux sur les cours d’eau non domaniaux.

#### Syndicats de rivières
Les collectivités territoriales peuvent se regrouper et former un syndicat de rivière à vocation unique ou multiple) qui sera compétent géographiquement sur une vallée ou une partie importante de celle-ci, dont l’objet est de mener toutes actions concernant la gestion d’un cours d’eau et de ses affluents (assainissement, restauration des milieux, travaux d’entretien, animation de la politique locale sur ce thème …).
Huit syndicats sont compétents dans la gestion et l'aménagement de rivières ou dans un domaine connexe susceptible d'améliorer la qualité des cours d'eau en 2015 dans le département :

#### Intercommunalités et GEMAPI
Depuis le 1er janvier 2018 et en application de la loi de modernisation de l'action publique territoriale et d'affirmation des métropoles (Maptam) promulguée le 27 janvier 2014, une nouvelle compétence exclusive et obligatoire de « gestion des milieux aquatiques et de prévention des inondations » (GEMAPI) (essentiellement articles 56 à 59) est dévolue aux communes ou, en lieu et place des communes, par les établissements publics de coopération intercommunale à fiscalité propre (EPCI-FP). Les communes ou EPCI-FP pourront adhérer à des syndicats mixtes et leur transférer tout ou partie de la compétence. Les missions relatives à la GEMAPI sont définies dans l'article L. 211-7 du Code de l'environnement, il s’agit de :
- l’aménagement d’un bassin ou d’une fraction de bassin hydrographique ;
- l’entretien et l’aménagement d’un cours d’eau, canal, lac ou plan d’eau, y compris leurs accès ;
- la défense contre les inondations et contre la mer ;
- la protection et la restauration des sites, des écosystèmes aquatiques et des zones humides ainsi que des formations boisées riveraines.

## Entretien et aménagement

### Entretien des cours d'eau

#### Réglementation
D’un point de vue réglementaire, la loi sur l'eau et les milieux aquatiques du 30 décembre 2006 (LEMA) a modifié la définition de l’entretien d’un cours d’eau fixée à l’article L.215-14 du code de l’environnement. Selon cet article, l’entretien régulier a pour objet « de maintenir ce cours d’eau dans son profil d’équilibre, de permettre l’écoulement naturel des eaux et de contribuer à son bon état écologique ou, le cas échéant, à son bon potentiel écologique, notamment par enlèvement des embâcles, débris et atterrissements, flottants ou non, par élagage ou recépage de la végétation des rives ». Les travaux susceptibles d’être engagés pour procéder à l’entretien sont strictement encadrés (articles L. 215-14 et R.215-2 du code de l’environnement) et doivent correspondre notamment à l'enlèvement des embâcles, débris et atterrissements, flottants ou non, l'élagage ou le recépage de la végétation des rives,. Selon leur nature, les travaux d'entretien sont soumis à autorisation ou déclaration.

### Aménagement des cours d'eau
L'aménagement des cours d'eau comprend, entre autres :
- la réalisation d'infrastructures et de bâtiments (travaux routiers, zone d’aménagement concertée..) ;
- la protection de berges ;
- la restauration hydro-morphologique des cours d’eau, c’est-à-dire de ses profils en long et en travers et de son tracé planimétrique : capture, méandres, etc. ;
- la restauration de la continuité écologique, c’est-à-dire la possibilité de circulation des espèces animales et le bon déroulement du transport des sédiments.

Selon leur nature, les travaux d'aménagement sont soumis à autorisation ou déclaration.

## Pêche et peuplements piscicoles

### Droit de pêche et associations de pêche
Le propriétaire riverain a le droit de pêche jusqu’à la limite de sa propriété (milieu de cours d’eau) sous réserve de disposer d’une carte de pêche (L. 435-4 et R435-34 à 39 du code de l’Environnement). S’il le souhaite, le propriétaire peut signer un bail de pêche avec une association (exemple l'AAPPMA) ou la fédération de pêche départementale. En donnant le droit de pêche, qui ne le dessaisit pas lui-même de ce droit, il doit laisser un accès aux pêcheurs membres de cette association. En 2018, il y a 47 associations agréées de pêche et de protection du milieu aquatique (AAPPMA). Tout pêcheur non propriétaire riverain doit avoir acquis une carte de pêche pour la saison d'exercice. Celle-ci constitue avant tout un droit d’accès et d’exercice sur les territoires autorisés.

### Classement et peuplements piscicoles
La catégorie piscicole est un classement juridique des cours d'eau en fonction des groupes de poissons dominants. Un arrêté réglementaire préfectoral permanent reprend l’ensemble des dispositions applicables en matière de pêche dans le département des Deux-Sèvres en les différenciant selon les catégories piscicoles. Ces dispositions sont reprises sur le site de la fédération de pêche des Deux-Sèvres.

#### Cours d'eau de première catégorie
Un cours d'eau est déclaré de première catégorie lorsque le peuplement piscicole dominant est constitué de salmonidés (truite, omble chevalier, ombre commun, huchon). Si elles sont naturellement présentes (et non issues de réempoissonnements successifs), ces espèces sont réputées être de bons bioindicateurs. Elles sont en général accompagnées par d'autres petits poissons (vairon, chabot, etc). Ce type de cours d'eau est souvent qualifié de « rivière à truites ». Dans les Deux-Sèvres, les cours d'eau classés en première catégorie sont les suivants.
- l'Auxance (affluent du Clain) et son affluent la Vandelogne ; le Saint-Germier (affluent de la Vonne).
- la Dive du Nord, ou Dive mirebalaise, en amont du pont de Pas-de-Jeu ; le ruisseau du Chillou, dit le Gâteau (affluent du Thouet).
- la Sèvre Niortaise, en amont du confluent des deux bras situé en aval du moulin de Courdevent (commune de Saint-Maixent-l'École) ; la Sèvre Niortaise entre, à l'amont, le pont de Ricou (commune d'Azay-le-Brûlé) et, à l'aval, le confluent des deux bras situé en aval du moulin de l'Épervier (commune de Breloux-la-Crèche) ; le Mousson, le Marcusson et le Brangeard.
- l'Autize, en amont du pont du Plet sur la route départementale 126 reliant Béceleuf à Fenioux ; le Saumort ; l'Égray, en amont du pont de la Voute sur la voie ordinaire reliant Sainte-Ouenne à la Maraudière (commune de Sainte-Ouenne) ;
- le Mignon, en amont du Moulin-Neuf (commune de Mauzé-Thouarsais), la Courance, en amont du chemin A.C. 80 de Saint-Georges-de-Rez à Mauzé, sur le Mignon ;
- l'Aume et son affluent la Couture ; la Boutonne ;
- les affluents et sous-affluents des cours d'eau ou portions de cours d'eau situés dans le département et désignés ci-avant.

#### Cours d'eau de deuxième catégorie
Pour un cours d'eau de deuxième catégorie, l'espèce biologique dominante est constituée essentiellement de poissons blancs (cyprinidés) (donc rivière cyprinicole) et de carnassiers (brochet, sandre et perche). Depuis les années 1990 ce type de rivières est également peuplé de silures. Dans les Deux-Sèvres, les cours d'eau classés en deuxième catégorie sont tous les cours d'eau qui ne sont pas classés en première catégorie.

## Continuité écologique

### Notion de continuité écologique
La continuité d’un cours d’eau est une notion introduite en 2000 par la Directive cadre européenne sur l'eau. En droit français, l'article R214-109 du code de l'environnement définit la notion d'obstacle à la continuité écologique. A contrario, la continuité écologique est obtenue en supprimant ou limitant ces obstacles et doit permettre d'assurer :
- la libre circulation des organismes aquatiques et leur accès aux zones indispensables à leur reproduction, leur croissance, leur alimentation ou leur abri ;
- le transport naturel des sédiments de l’amont à l’aval des cours d’eau.
- les connexions latérales avec les réservoirs biologiques, ainsi que leur bonne hydrologie

Le défaut de continuité écologique peut être la conséquence de la présence d'ouvrages en travers des cours d'eau, mais aussi d'ouvrages coupant les connexions latérales. En plus de constituer une entrave à la circulation des poissons, la fragmentation des cours d'eau affecte les capacités d'adaptation des espèces aux changements climatiques, induit des perturbations du fonctionnement des écosystèmes aquatiques et réduit l'efficacité des services rendus par les écosystèmes.

### Classement des cours d'eau

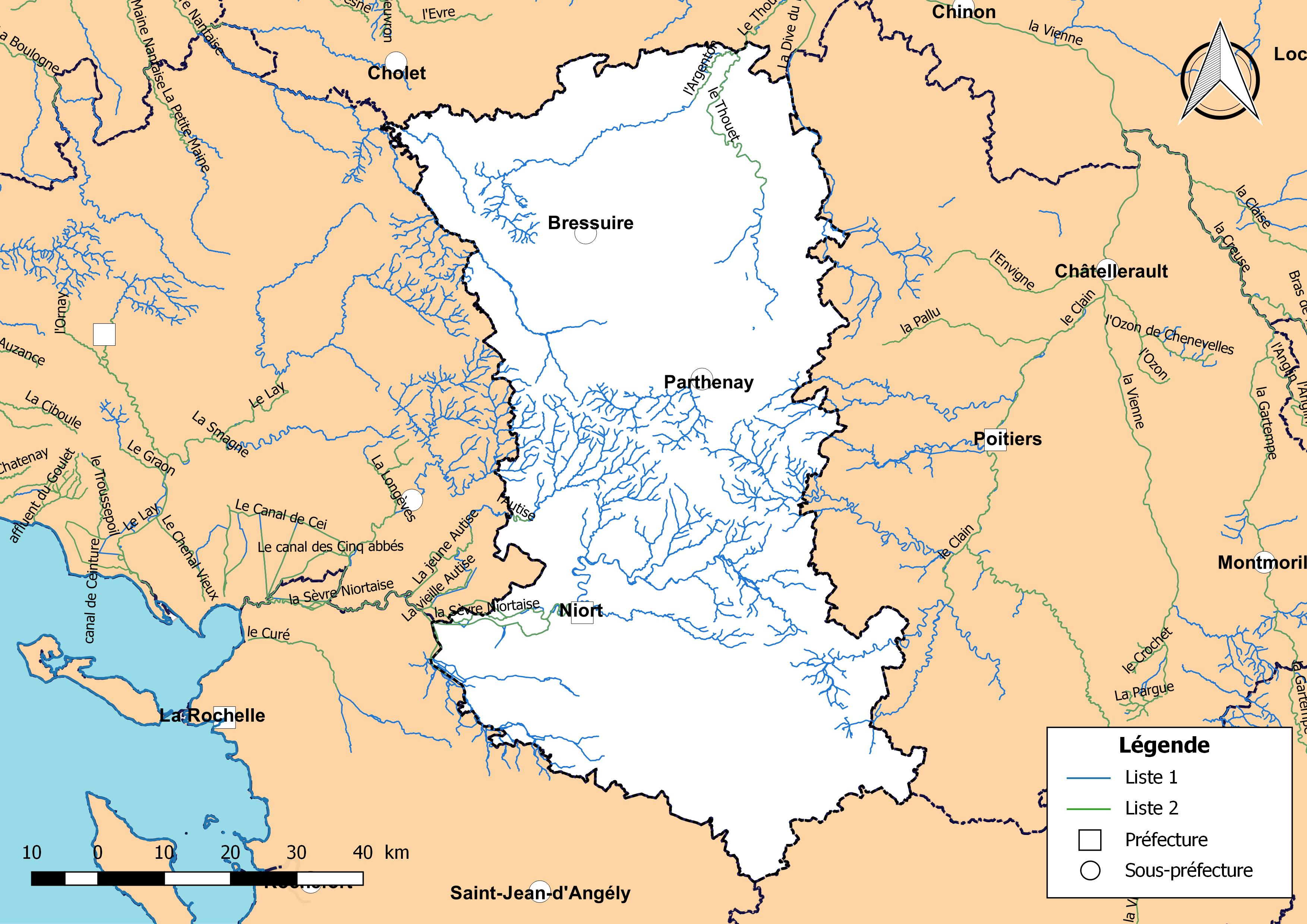
Carte des cours d'eau des Deux-Sèvres classés au titre de l'article L. 214-17 du Code de l’Environnement au sein du bassin Loire-Bretagne.

Depuis plus d'un siècle, des rivières sont classées pour bénéficier de mesures de protection particulières. Ces classements de cours d'eau, outils réglementaires, ont été établis afin de limiter l'impact des ouvrages construits en travers des cours d'eau sur la circulation piscicole. Avant 2006, deux catégories distinguaient certains cours d'eau en fonction de leur état et de la volonté de préserver et restaurer la continuité écologique : les rivières classées et les rivières réservées.
À partir de 2006, les critères de classement des cours d’eau ont été adaptés aux exigences de la directive cadre sur l’eau avec la loi sur l'eau et les milieux aquatiques (LEMA) du 30 décembre 2006 et le décret n° 2007-1760 du 14 décembre 2007. Pour atteindre l’objectif de bon état des eaux, les dispositifs antérieurs sont réformés pour intégrer l’ensemble des composantes de la continuité écologique. Deux listes de classement sont définies pour chacun des bassins hydrographiques (Article L. 214-17 du Code de l’Environnement). Les éléments de cadrage nécessaires pour l’établissement de ces nouveaux classements, qui seront arrêtés par les préfets coordonnateurs de bassin sur la base des propositions des préfets de département sont définis dans la circulaire du 6 février 2008. Le délai ultime pour procéder à la première refonte des classements était le 1er janvier 2014. Pour les cours d'eau du bassin Loire-Bretagne, les nouveaux arrêtés de classement ont été publiés le 10 juillet 2012, et pour le bassin Adour-Garonne le 7 octobre 2013.
En synthèse, ces listes s'inscrivent dans deux logiques différentes selon l'état initial de la rivière : préserver et/ou restaurer, :
| Liste   | Objectifs | Conséquences |
| ------- | --- | --- |
| Liste 1 | Préserver les cours d’eau ou parties de cours d’eau : - en très bon état écologique, - « réservoirs biologiques », dotés d’une riche biodiversité jouant le rôle de pépinière, - nécessitant une protection complète des poissons migrateurs. | Interdiction de construire tout nouvel obstacle à la continuité écologique quel qu’en soit l’usage. Des prescriptions de maintien de la continuité écologique pour tout renouvellement de concession ou d'autorisations. |
| Liste 2 | Restaurer la continuité écologique sur les cours d’eau en assurant le transport suffisant des sédiments et la circulation des poissons. | Obligation de mise en conformité des ouvrages dans les 5 ans après publication de la liste. |

## Réservoirs biologiques
L'article R214-108 du code de l'environnement précise le contenu de la notion de réservoir biologique. Elle concerne les cours d’eau qui comprennent une ou plusieurs zones de reproduction ou d’habitat des espèces de phytoplanctons, de macrophytes et de phytobenthos, de faune benthique invertébrée ou d’ichtyofaune, et permettent leur répartition dans un ou plusieurs cours d’eau du bassin versant . Les réservoirs biologiques, nécessaires au maintien ou à l’atteinte du bon état écologique des cours d’eau, correspondent donc  :
- à un tronçon de cours d’eau ou annexe hydraulique qui va jouer le rôle de pépinière, de « fournisseur » d’espèces susceptibles de coloniser une zone naturellement ou artificiellement appauvrie (réensemencement du milieu) ;
- à des aires où les espèces peuvent accéder à l’ensemble des habitats naturels nécessaires à l’accomplissement des principales phases de leur cycle biologique (reproduction, abri-repos, croissance, alimentation).

Dans le cadre des travaux préparatoires à l'élaboration de ce classement au sein du SDAGE Loire-Bretagne, 21 réservoirs biologiques ont été identifiées dans les Deux-Sèvres au sein du bassin Loire-Bretagne.

## Prévention des inondations
Le risque d'inondation est un des risques majeurs susceptibles d'affecter le département des Deux-Sèvres. Il se caractérise par la possibilité qu'un aléa de type inondation se produise et occasionne des dommages plus ou moins importants aux personnes, aux biens ou à l'environnement sur le territoire départemental. Les principales rivières présentant des risques sont la Sèvre Niortaise, le Thouet, la Boutonne, la Sèvre Nantaise et l'Argenton. Il s’agit avant tout d’inondations de plaines à évolution lente, excepté pour le Thouet et l’Argenton qui peuvent connaître dans leur section plus en amont des crues relativement rapides.

### Plans de prévention des risques
Les plans de prévention des risques naturels prévisibles (PPR) délimitent les zones exposées aux risques et définissent des règles d’urbanisme, de construction et de gestion applicables au bâti existant ou futur. L’objectif est de réduire la vulnérabilité des territoires, des biens et des personnes. En 2017, 43 communes sont couvertes par un plan de prévention au risque d'inondation dans le dossier départemental des risques majeurs des Deux-Sèvres.
| Cours d'eau     | Nom du PPRI           | Plan initial approuvé le | Révision     | Révision     | Nb com. | Liste des communes |
| Cours d'eau     | Nom du PPRI           | Plan initial approuvé le | prescrite le | approuvée le | Nb com. | Liste des communes |
| --------------- | --------------------- | ------------------------ | ------------ | ------------ | ------- | --- |
| Thouet          | Vallée du Tthouet     |                          |              |              | 25      | Airvault - Allonne - Argenton-l'Église - Availles-Thouarsais - Azay-sur-Thouet - Le Beugnon - Châtillon-sur-Thouet - Gourgé - Lhoumois - Louin - Mauzé-Thouarsais - Missé - Parthenay - La Peyratte - Saint-Généroux - Saint-Jacques-de-Thouars - Saint-Jean-de-Thouars - Saint-Loup-Lamairé - Saint-Martin-de-Sanzay - Sainte-Radegonde - Sainte-Verge - Secondigny - Taizé-Maulais - Le Tallud - Thouars |
| Sèvre Niortaise | Sèvre Niortaise amont |                          |              |              | 17      | Azay-le-Brûlé - La Crèche - Chauray - Échiré - Exireuil - Exoudun - François - La Mothe-Saint-Héray - Nanteuil - Sainte-Eanne - Saint-Gelais - Saint-Maixent-l'École - Saint-Martin-de-Saint-Maixent - Saint-Maxire - Sainte-Néomaye - Sciecq - Souvigné |
| Sèvre Niortaise | Niort                 |                          |              |              | 1       | Niort |

### Observatoires
- Site de l'observatoire de la continuité écologique|
- Atlas cartographique des zones humides - Réseau Partenarial des Données sur les Zones Humides.
- « Portail cartographique de l'environnement et de la ressource en eau en région Nouvelle-Aquitaine », Agence Régionale de la Biodiversité Nouvelle-Aquitaine, avec en particulier la « cartographie des cours d'eau »
- Cartographie des arrêtés sècheresse
- Observatoire national des étiages
- Observatoire régional de l'environnement en Poitou-Charente (ORE)
- le fleuve Charente et ses affluents